# Dywizjon Minowców

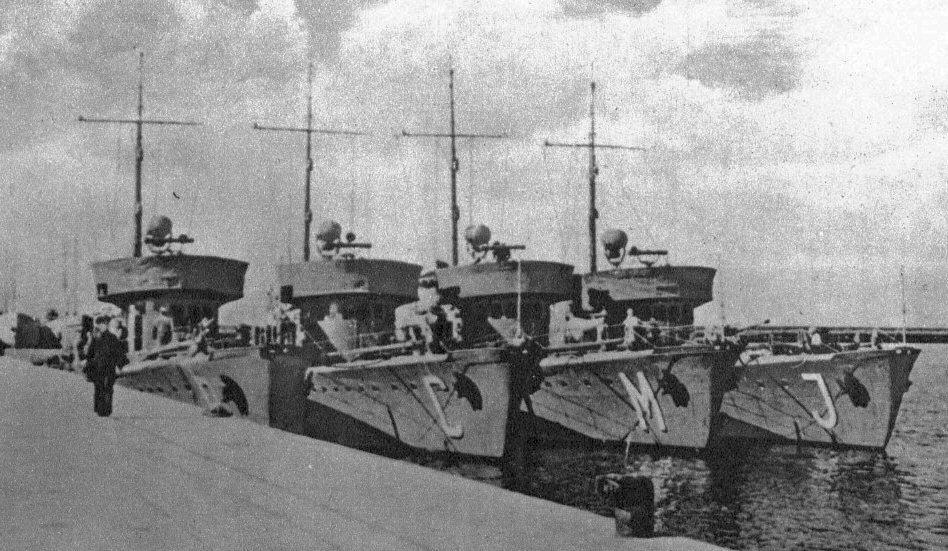
OORP „Rybitwa”, „Czajka”, „Mewa” i „Jaskółka”

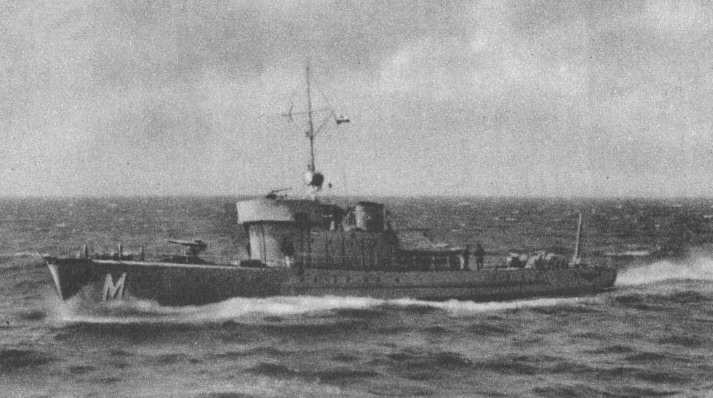
ORP „Mewa”

Dywizjon Minowców – dywizjon minowców Marynarki Wojennej II RP.

## Historia dywizjonu
Dywizjon Minowców wywodził się z utworzonego w 1921 roku Dywizjonu Ćwiczebnego, będącego pierwszym zespołem taktycznym polskiej floty. W jego skład wchodziły cztery trałowce typu FM i dwie kanonierki (ORP „Generał Haller” i ORP „Komendant Piłsudski”). 1 kwietnia 1930 nazwę Dywizjonu Ćwiczebnego zmieniono na Dywizjon Minowców. W jego skład wchodził także tymczasowo torpedowiec ORP „Podhalanin”. W październiku 1931 roku wycofano jednak ze służby trałowce typu FM, stanowiące główne siły Dywizjonu, z powodu zużycia.
Z dniem 20 stycznia 1936 roku szef Kierownictwa Marynarki Wojennej wznowił działalność Dywizjonu Minowców. Dowództwo dywizjonu liczyło pięciu oficerów i pięciu podoficerów, a każda z załóg trałowca – dwóch oficerów oraz 26-27 podoficerów i marynarzy. Dowódca dywizjonu podlegał bezpośrednio dowódcy Floty, kontradmirałowi Józefowi Unrugowi.
W lipcu 1939 roku dywizjon został podporządkowany dowódcy Morskiej Obrony Wybrzeża, komandorowi Stefanowi Frankowskiemu.
Dywizjon został zmobilizowany, zgodnie z planem mobilizacyjnym „W” w okresie zagrożenia, w grupie jednostek oznaczonych kolorem zielonym. Jednostką mobilizującą była Komenda Portu Wojennego Gdynia.
W kampanii wrześniowej dywizjon walczył w obronie Wybrzeża.
Decyzją Ministra Obrony Narodowej Antoniego Macierewicza z 13 czerwca 2017 roku 13 Dywizjon Trałowców im. admirała floty Andrzeja Karwety przejął dziedzictwo tradycji Dywizjonu Ćwiczebnego i Dywizjonu Minowców.

## Organizacja i obsada personalna dyonu 31 sierpnia 1939 roku
Poniżej przedstawiono organizację i obsadę personalną dyonu w dniu 31 sierpnia 1939 roku. Obok nazwy okrętu, w nawiasach, podano znak taktyczny i datę wcielenia do MW.
Dowództwo Dywizjonu Minowców
- dowódca dywizjonu – kmdr ppor. Zdzisław Boczkowski
- oficer flagowy – por. mar. Roman Potocki
- oficer mechanik – por. mar. Kazimierz Rekner

ORP „Jaskółka” („J”, 27 VIII 1935)
- dowódca okrętu – kpt. mar. Tadeusz Borysiewicz
- zastępca dowódcy okrętu – ppor. mar. Wacław Bielina-Bielinowicz
- oficer wachtowy – bosm. pchor. Piotr Cegielski

ORP „Mewa” („M”, 25 X 1935)
- dowódca okrętu – kpt. mar. Wacław Lipkowski
- zastępca dowódcy okrętu – ppor. mar. Zbigniew Mielczarek
- oficer wachtowy – bosm. pchor. Zbigniew Sokołowski

ORP „Rybitwa” („R”, 21 XII 1935)
- dowódca okrętu – kpt. mar. Kazimierz Miładowski
- zastępca dowódcy okrętu – ppor. mar. Mieczysław Wróblewski
- oficer wachtowy – bosm. pchor. Józef Górny

ORP „Czajka”  („C”, 10 II 1936)
- dowódca okrętu – kpt. mar. Aleksy Czerwiński
- zastępca dowódcy okrętu – ppor. Jan Pęski
- oficer wachtowy – bosm. pchor. Julian Ochman

ORP „Czapla” (31 VIII 1939)
- dowódca okrętu – kpt. mar. Eligiusz Ceceniowski
- zastępca dowódcy okrętu – ppor. mar. Kazimierz Wróblewski
- oficer wachtowy – bosm. pchor. Mieczysław Umiejewski

ORP „Żuraw” (31 VIII 1939)
- dowódca okrętu – kpt. mar. Robert Kasperski
- zastępca dowódcy okrętu – ppor. mar. Klemens Kolasa (po wojnie dowódca okrętu)
- oficer wachtowy – bosm. pchor. Zbigniew Smoleński

Grupa kanonierek

ORP „Generał Haller”  („H”, 17 IV 1921)
- dowódca grupy i dowódca okrętu – kpt. mar. Stanisław Mieszkowski
- zastępca dowódcy okrętu – ppor. mar. Jerzy Żytowiecki
- oficer wachtowy – bosm. pchor. Stanisław Żochowski

ORP „Komendant Piłsudski” („P”, 29 XII 1920)
- dowódca okrętu – kpt. mar. Mieczysław Jacynicz
- zastępca dowódcy okrętu – ppor. mar. Michał Anaszkiewicz
- oficer wachtowy – bosm. pchor. Ludwik Zaborski

## Dowódcy dywizjonu

### Dywizjon Ćwiczebny / Dywizjon Minowców
- kmdr por. Hugo Pistel (28. 11. 1920 – 1. 1. 1922)[7]
- kmdr por. Jan Stankiewicz (1. 1. 1922 – 1. 3. 1924)[7]
- kmdr por. Jerzy Łątkiewicz (1. 3. 1924 – 14. 9. 1924)[7]
- kmdr por. Eugeniusz Solski (1924 – 1928)[7]
- kmdr por. Adam Mohuczy (1928 – 27. 9. 1932)[7]

### Dywizjon Minowców od 1936
- kpt. mar. Wiktor Łomidze (p.o. 20 I – 1 II 1936[3])
- kmdr ppor. Henryk Eibel (od 1- 8 II 1936[3] → zastępca dowódcy Flotylli Pińskiej)
- kpt. mar. Zdzisław Boczkowski (p.o. II – VI 1936)[8]
- kmdr ppor. Stanisław Nahorski (9 XII 1936 – 29 XII 1937)
- kmdr ppor. Aleksander Hulewicz (30 XII 1937 – III 1938)
- kmdr ppor. Kazimierz Szalewicz (VI 1938 – 17 VII 1939)
- kmdr ppor. Zdzisław Boczkowski (18 VII – 1 X 1939)